# DFB-Pokal 1983-1984
La Coppa di Germania 1983-1984 fu la 41ª edizione della coppa che fu vinta dal Bayern Monaco che sconfisse il Borussia Mönchengladbach 8-7 ai rigori. Fu la prima volta che il torneo si concluse con i tiri dagli 11 metri.

## Primo turno
| Squadra 1             | Risultato   | Squadra 2              |
| --------------------- | ----------- | ---------------------- |
| 16.08.1983            |             |                        |
| Magonza               | 0 - 1       | Stoccarda              |
| 26.08.1983            |             |                        |
| Heidingsfeld          | 5 - 1       | Göppingen              |
| Osnabrück             | 3 - 1       | Norimberga             |
| Alemannia Aquisgrana  | 1 - 0       | Bochum                 |
| Schalke 04            | 3 - 0       | Fortuna Düsseldorf     |
| 27.08.1983            |             |                        |
| Werder Brema II       | 1 - 3       | Kickers Stoccarda      |
| Rot-Weiss Lüdenscheid | 3 - 2       | Ulma                   |
| Colonia II            | 2 - 1       | Gohfeld                |
| Amburgo               | 4 - 1       | Borussia Dortmund      |
| Waldhof Mannheim      | 3 - 1       | Bayer Leverkusen       |
| Hessen Kassel         | 0 - 3       | Bayern Monaco          |
| Fortuna Colonia       | 2 - 3       | Borussia M'gladbach    |
| Duisburg              | 1 - 2 (dts) | Kaiserslautern         |
| Sandhausen            | 0 - 0 (dts) | Bayer Uerdingen        |
| Aachen-Forst          | 1 - 6       | Colonia                |
| Pfullendorf           | 0 - 7       | Eintracht Braunschweig |
| Rot-Weiss Essen       | 3 - 4       | Hannover 96            |
| Charlottenburg        | 2 - 1       | Wattenscheid 09        |
| Friburgo              | 3 - 2       | Union Solingen         |
| Homburg               | 0 - 6       | Hertha Berlino         |
| Herford               | 0 - 3       | Karlsruhe              |
| Fürth                 | 2 - 1 (dts) | Lingen                 |
| Burglengenfeld        | 2 - 1 (dts) | Baunatal               |
| Arminia Hannover      | 1 - 2       | Neu-Isenburg           |
| Ellingen-Bonefeld     | 2 - 3       | Holstein Kiel          |
| Augusta               | 2 - 1       | Bayreuth               |
| Werder Brema          | 5 - 0       | Darmstadt              |
| 28.08.1983            |             |                        |
| Hummelsbütteler SV    | 1 - 6       | Kickers Offenbach      |
| FSV Francoforte       | 1 - 3       | Arminia Bielefeld      |
| Göttingen             | 4 - 2       | Eintracht Francoforte  |
| Schloss Neuhaus       | 2 - 0       | BV Lüttringhausen      |
| Hassia Bingen         | 4 - 4 (dts) | Bocholt                |

### Ripetizioni
| Squadra 1       | Risultato | Squadra 2     |
| --------------- | --------- | ------------- |
| 21.09.1983      |           |               |
| Bocholt         | 3 - 2     | Hassia Bingen |
| Bayer Uerdingen | 2 - 0     | Sandhausen    |

## Secondo turno
| Squadra 1              | Risultato   | Squadra 2             |
| ---------------------- | ----------- | --------------------- |
| 07.10.1983             |             |                       |
| Augusta                | 0 - 6       | Bayern Monaco         |
| Eintracht Braunschweig | 2 - 1       | Osnabrück             |
| Alemannia Aquisgrana   | 1 - 0       | Waldhof Mannheim      |
| 08.10.1983             |             |                       |
| Charlottenburg         | 0 - 3       | Schalke 04            |
| Heidingsfeld           | 1 - 3       | Hannover 96           |
| Borussia M'gladbach    | 3 - 0       | Arminia Bielefeld     |
| Colonia                | 6 - 2       | Kickers Offenbach     |
| Friburgo               | 1 - 4       | Amburgo               |
| Karlsruhe              | 5 - 4 (dts) | Kaiserslautern        |
| Burglengenfeld         | 0 - 3       | Werder Brema          |
| Holstein Kiel          | 1 - 2       | Bayer Uerdingen       |
| Bocholt                | 3 - 1       | Kickers Stoccarda     |
| Schloss Neuhaus        | 0 - 2       | Hertha Berlino        |
| Fürth                  | 1 - 0       | Rot-Weiss Lüdenscheid |
| Neu-Isenburg           | 0 - 1       | Göttingen             |
| 09.10.1983             |             |                       |
| Colonia II             | 1 - 8       | Stoccarda             |

## Ottavi di finale
| Squadra 1            | Risultato   | Squadra 2              |
| -------------------- | ----------- | ---------------------- |
| 18.12.1983           |             |                        |
| Fürth                | 0 - 6       | Borussia M'gladbach    |
| 14.01.1984           |             |                        |
| Bocholt              | 3 - 1 (dts) | Eintracht Braunschweig |
| Göttingen            | 0 - 1       | Hertha Berlino         |
| Bayer Uerdingen      | 0 - 0 (dts) | Bayern Monaco          |
| Stoccarda            | 1 - 1 (dts) | Amburgo                |
| Hannover 96          | 3 - 2       | Colonia                |
| Schalke 04           | 2 - 1       | Karlsruhe              |
| 31.01.1984           |             |                        |
| Alemannia Aquisgrana | 0 - 1 (dts) | Werder Brema           |

### Ripetizioni
| Squadra 1     | Risultato   | Squadra 2       |
| ------------- | ----------- | --------------- |
| 31.01.1984    |             |                 |
| Bayern Monaco | 1 - 0       | Bayer Uerdingen |
| Amburgo       | 3 - 4 (dts) | Stoccarda       |

## Quarti di finale
| Squadra 1      | Risultato   | Squadra 2           |
| -------------- | ----------- | ------------------- |
| 03.03.1984     |             |                     |
| Bocholt        | 1 - 2       | Bayern Monaco       |
| Hannover 96    | 0 - 1       | Borussia M'gladbach |
| 13.03.1984     |             |                     |
| Werder Brema   | 1 - 0       | Stoccarda           |
| 14.03.1984     |             |                     |
| Hertha Berlino | 3 - 3 (dts) | Schalke 04          |

### Ripetizione
| Squadra 1  | Risultato | Squadra 2      |
| ---------- | --------- | -------------- |
| 27.03.1984 |           |                |
| Schalke 04 | 2 - 0     | Hertha Berlino |

## Semifinali
| Squadra 1           | Risultato   | Squadra 2     |
| ------------------- | ----------- | ------------- |
| 01.05.1984          |             |               |
| Borussia M'gladbach | 5 - 4 (dts) | Werder Brema  |
| 02.05.1984          |             |               |
| Schalke 04          | 6 - 6 (dts) | Bayern Monaco |

### Ripetizione
| Squadra 1     | Risultato | Squadra 2  |
| ------------- | --------- | ---------- |
| 09.05.1984    |           |            |
| Bayern Monaco | 3 - 2     | Schalke 04 |

## Finale
| Squadra 1     | Risultato       | Squadra 2           |
| ------------- | --------------- | ------------------- |
| 31.05.1984    |                 |                     |
| Bayern Monaco | 1 - 1 (7-6 dcr) | Borussia M'gladbach |

| Arbitro: | Volker Roth |

|              |                      |          |
| Dremmler 82’ | Marcatori            | 33’ Mill |
|              | Tiri di rigore 7 – 6 |          |

| Bayern München | M'Gladbach |

| FC BAYERN MÜNCHEN: |   |                           |             |     |
|                    |   |                           |             |     |
| GK                 | 1 | Jean-Marie Pfaff          |             |     |
| SW                 |   | Klaus Augenthaler         |             |     |
| CB                 |   | Bernd Martin              |             |     |
| CB                 |   | Wolfgang Grobe            | Ammonizione |     |
| RWB                |   | Nachtweih                 |             |     |
| LWB                |   | Søren Lerby               | Ammonizione |     |
| CM                 |   | Wolfgang Dremmler         |             |     |
| CM                 |   | Wolfgang Kraus            | Ammonizione | 46’ |
| CM                 |   | Bernd Dürnberger          |             | 58’ |
| AM                 |   | Michael Rummenigge        |             |     |
| CF                 |   | Karl-Heinz Rummenigge (c) | Ammonizione |     |
| riserve:           |   |                           |             |     |
| FW                 |   | Dieter Hoeneß             |             | 58’ |
| FW                 |   | Reinhold Mathy            |             | 46’ |
| Allenatore:        |   |                           |             |     |
| Udo Lattek         |   |                           |             |     |

| BORUSSIA VFL 1900 MÖNCHENGLADBACH: |   |                        |  |     |
|                                    |   |                        |  |     |
| GK                                 | 1 | Ulrich Sude            |  |     |
| DF                                 |   | Hans-Günter Bruns      |  |     |
| DF                                 |   | Ulrich Borowka         |  |     |
| DF                                 |   | Wilfried Hannes (cap.) |  |     |
| MF                                 |   | Kai Erik Harlovsen     |  |     |
| MF                                 |   | Lothar Matthäus        |  |     |
| MF                                 |   | Winfried Schäfer       |  | 72’ |
| MF                                 |   | Michael Frontzeck      |  |     |
| MF                                 |   | Uwe Rahn               |  | 68’ |
| FW                                 |   | Frank Mill             |  |     |
| FW                                 |   | Ewald Lienen           |  |     |
| riserve:                           |   |                        |  |     |
| DF                                 |   | Norbert Ringels        |  | 72’ |
| FW                                 |   | Hans-Jörg Criens       |  | 68’ |
| Allenatore:                        |   |                        |  |     |
| Jupp Heynckes                      |   |                        |  |     |

Bayern Monaco
(7º successo)